# Transport kolejowy w Sopocie
Transport kolejowy w Sopocie – na terenie miasta Sopot znajduje się jedna stacja kolejowa oraz dwa przystanki SKM. Pierwszy pociąg rozpoczął obsługę miasta w 1870. Od 1888 miasto jest obsługiwane przez pociągi podmiejskie łączące je z Gdańskiem. Od 1952 miasto obsługuje SKM w Trójmieście, zapewniające dojazd pomiędzy Gdańskiem a Gdynią oraz Wejherowem, Pruszczem, Tczewem i Słupskiem.

## Historia

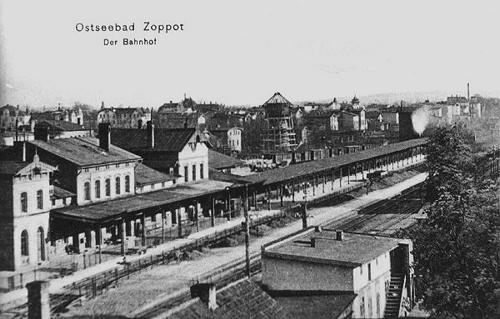
Dworzec w Sopocie ok. 1900

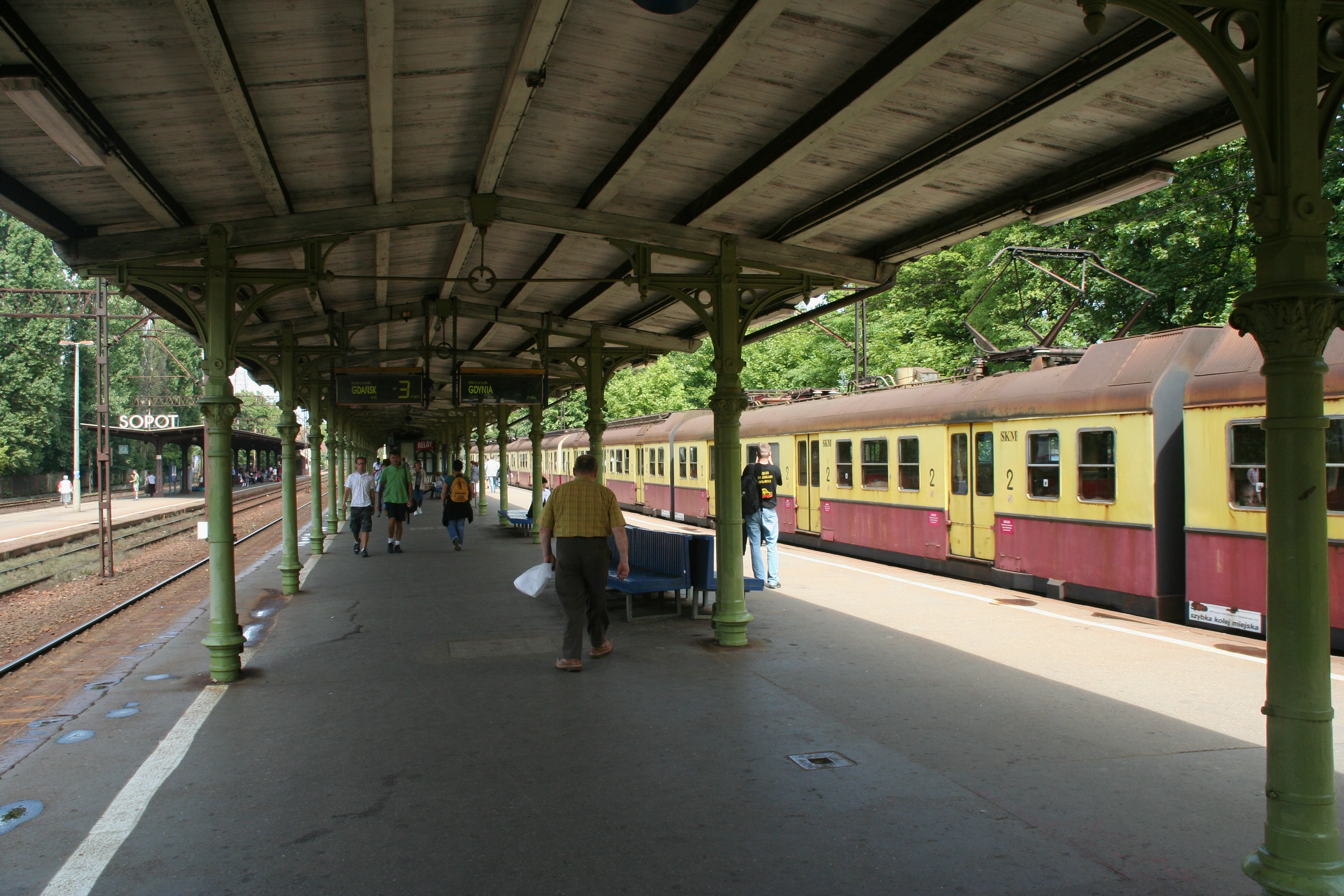
EW58 na stacji Sopot, 2008

Kolej dotarła do pobliskiego Gdańska w 1852, jednakże docierała tylko do południowej części Śródmieścia tego miasta. Przeszkodą w rozwoju kolei na północ okazało się wojsko, które nie pozwalało na przebicie się przez bastiony. Już w latach 60. XIX wieku kolej w Gdańsku zaczęła się rozwijać. Przebito się przez bastiony. Zbudowano linię do Nowego Portu, po której prowadzono typowy ruch podmiejski. Do Sopotu kolej dotarła od strony Słupska podczas budowy Kolei Tylnopomorskiej, uruchamianej etapami od 1856. Prace na odcinku Słupsk – Gdańsk rozpoczęły się w 1869. Już w czerwcu 1869 powstał budynek stacyjny w Sopocie. Odcinek Sopot – Gdańsk otwarto 1 lipca 1870, a Sopot –  Słupsk 1 września 1870. Ze względu na rosnący ruch pasażerski pomiędzy Sopotem a Gdańskiem w 1888 zbudowano drugi tor, który został oddany do użytku 1 czerwca 1889. Rozwój kolei na trasie Gdańsk – Sopot spowodował szybki rozwój leżących na trasie Wrzeszcza i Oliwy, który potęgował rozwój kolei na tym odcinku. W 1891 linia ta obsługiwała typowy ruch podmiejski. Pociągi podmiejskie do wybuchu II wojny światowej obsługiwały w Sopocie tylko stację Sopot.
W okresie międzywojennym Sopot stał się częścią Wolnego Miasta Gdańsk. Miasto było stolicą jednego z dwóch miejskich powiatów. Sopocki magistrat starał się o utworzenie dodatkowych torów pomiędzy Gdańskiem a Sopotem. Inwestycja ta nie została wówczas zrealizowana. W tym samym czasie nastąpił szybki rozwój Gdyni.
Od 1945 Sopot jest częścią Polski, co spowodowało zmiany w kierunkach rozwoju kolei w Sopocie. 29 maja 1947 Departament Elektrotechniczny Ministerstwa Kolei zwrócił się z prośbą o opracowanie podmiejskiej kolei elektrycznej na trasie Pruszcz Gdański – Wejherowo. Projekt ten został opracowany 5 sierpnia 1949 na trasie Gdańsk – Gdynia. 23 października 1950 został opracowany i zatwierdzony wariant maksymalny, czyli z Pruszcza do Wejherowa po osobnym torze na trasie Gdańsk – Gdynia. 
2 stycznia 1952 ruszyła kolej podmiejska na trasie Gdańsk Główny – Sopot, a 22 czerwca 1952 na odcinku Sopot – Gdynia Główna. 20 grudnia 1967 zmieniono napięcie na sieci trakcyjnej SKM, ujednolicając je ze stosowanym w pozostałej części sieci kolejowej. W związku z tym Sopot zaczęły obsługiwać nowoczesne EZTy serii EN57 i EW58.
13 września 1969 zelektryfikowano linię 202 (dalekobieżną) na odcinku Gdańsk Główny – Gdynia Główna.
W połowie lat 80. zmodernizowano układ torowy stacji Sopot. Linia 250 została zbanalizowana.
W latach 90. znaczenie kolei w obsłudze Sopotu zmalało, jednakże nadal pozostaje podstawą transportu pasażerskiego pomiędzy miastami Trójmiasta. 1 lipca 2001 SKM w Trójmieście została wyodrębniona z grupy PKP.

## Linie kolejowe

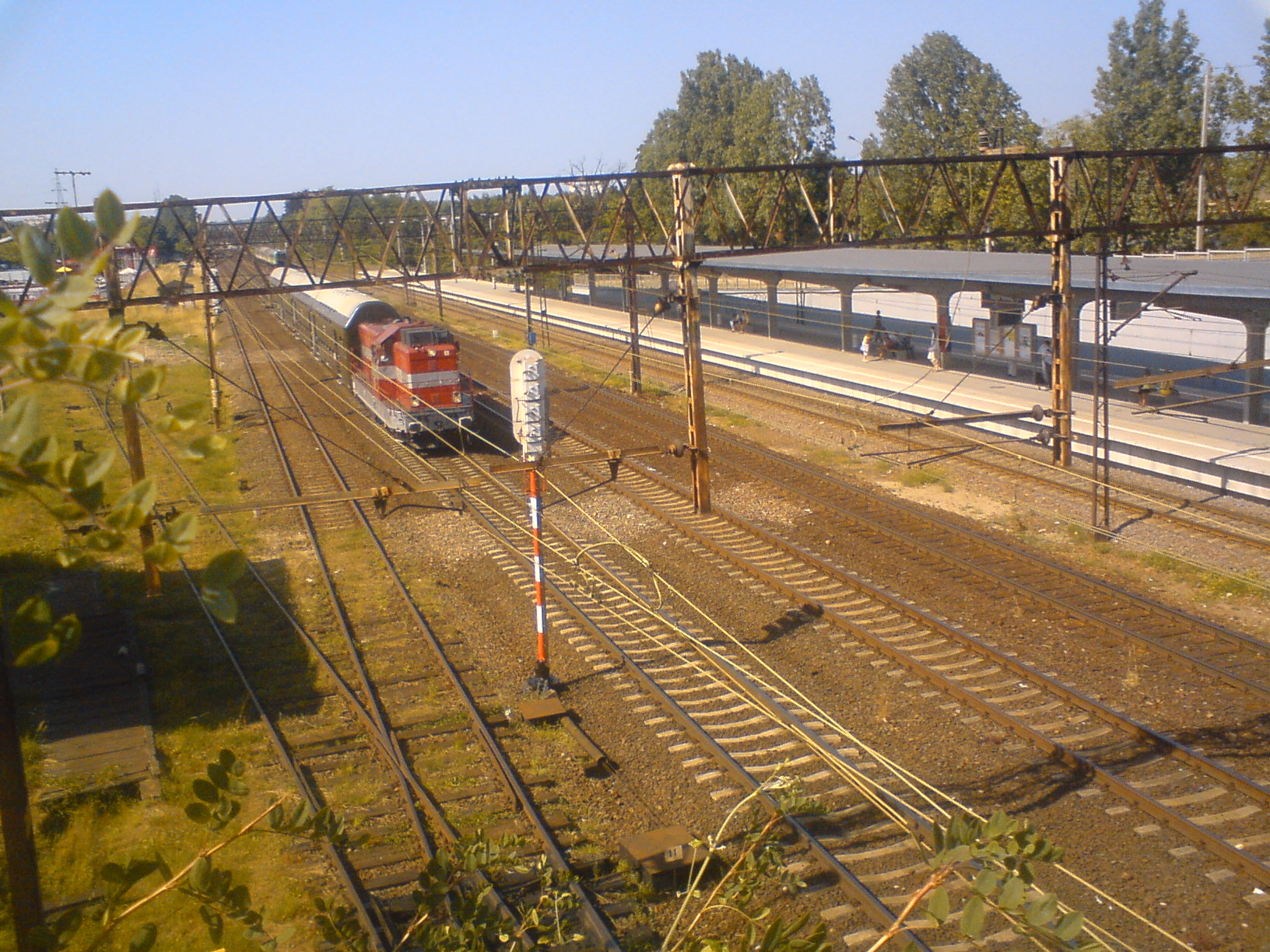
Linie kolejowe na wysokości przystanku Sopot Wyścigi

Przez Sopot przebiegają dwie równoległe linie kolejowe: nr 202 Gdańsk Główny – Stargard oraz nr 250 Gdańsk Główny – Rumia.

### Linia kolejowa nr 202
Linia kolejowa nr 202 łączy Gdańsk Główny ze Stargardem. Linią odbywa się ruch dalekobieżny, lokalny oraz towarowy. Na terenie miasta na linii znajduje się tylko stacja kolejowa Sopot. Linia została otwarta 1 lipca 1870 (odcinek Sopot – Gdańsk) oraz 1 września 1870 (odcinek Sopot – Słupsk)

### Linia kolejowa nr 250
Linia kolejowa nr 250 jest linią podmiejską zarządzaną przez PKP SKM w Trójmieście. Na linii znajdują się kolejno (od strony Gdańska) Sopot Wyścigi, Sopot oraz Sopot Kamienny Potok. Linia została oddana do użytku 2 stycznia 1952.

## Stacje i przystanki kolejowe
| Stacja               | Zdjęcie | Dzielnica            | Perony                        | Dawne nazwy                                           |
| -------------------- | --- | -------------------- | ----------------------------- | ----------------------------------------------------- |
| Sopot                | Zdjęcie, na którym widać kilkupiętrowy budynek z nielicznymi oknami oraz plac - deptak przed nim. Na placu stoją kwadratowe donice z drzewami. Widać kilkoro przechodniów. Po drugiej stronie placu stoi budynek mieszkalny w starym stylu.                     | Centrum/Górny Sopot  | 2 (dalekobieżny i podmiejski) | Zoppot (1870-1945) Sopoty (1945-1946)                 |
| Sopot Kamienny Potok | Zdjęcie przystanku Szybkiej Kolei Miejskiej, oznaczonego tablicą z napisem „Sopot Kamienny Potok”..Szeroki, murowany budynek osłania wejście na peron. Przed wejściem, na pierwszym planie znajduje się zadaszony parking rowerowy na ok. 50 rowerów.           | Kamienny Potok       | 1 (podmiejski)                | Kamionka (1945-1951) Kamienny Potok (1952-1967)       |
| Sopot Wyścigi        | Zdjęcie zadaszonego peronu. W rogu zdjęcia, pod dachem, widać tablicę z napisem „Sopot Wyścigi”. Zadaszenie oparet jest na pojedyncym filarze pośrodku peronu. Widać kilkoro pasażerów oczekujących na przyjazd pociągu. Dookoła leżą niewielkie ilości śniegu. | Karlikowo/Świemirowo | 1 (podmiejski)                | Zoppot Rennbahn (1935-1945) Sopot Jazdowo (1945-1946) |
|                      | |                      | [ 19 ]                        | [ 20 ]                                                |